# 병정님
《병정님》(일본어: 兵隊さん)은 일제강점기 말기인 1944년에 제작된 영화 작품이다.

## 개요
한국 청년들에게 태평양 전쟁 지원을 촉구하는 군국주의 메시지를 전달하기 위해 국책 영화로 제작되었다. 태평양 전쟁에서 전세가 불리해지면서 일본 제국은 한국 청년들을 전선에 투입하기 위해 선전 영화를 여럿 만들었다. 《병정님》은 이 가운데 대표적인 작품이다. 1944년 6월에 국도극장 전신인 경성부의 성보극장에서 개봉했다.
줄거리는 한국 청년들이 전쟁에 자랑스럽게 참전하고 부모는 전선으로 떠나가는 자식을 바라보며 영광스럽게 생각한다는 것이다. 영화의 주제는 직접적으로는 지원병에 대한 선전으로, 간접적으로는 개인을 버리고 대동아공영권이라는 공동체를 위해 나아가야 한다는 파시즘 이데올로기로 요약된다.
영화는 황군이 된다는 것이 얼마나 자랑스럽고 성스러운 일인지를 보여주는 데 주력한다. 감독 방한준은 작품의 주요 무대인 훈련소를 포근하고 따뜻하며 전우애로 똘똘 뭉친 정겨운 공간으로 그려냈다. 훈련병들에게서는 전쟁에 대한 두려움은 전혀 찾아볼 수가 없으며, 훈련을 통해 충실한 황군이자 전우로서 거듭 나는 모습을 보여준다. 1930년대부터 사실주의 영화의 대가로 인정받았던 방한준의 연출력은 자칫 지루해질 수 있는 내용에 활력을 불어넣어 이데올로기 공세를 자연스럽게 느끼도록 해준다는 평가가 있다.

## 줄거리
태평양 전쟁 중 평범한 한국인 청년인 주인공의 집으로 소집통지서가 날아든다. 청년은 국민의 의무를 다하기 위해 기꺼이 즐겁게 참전하며, 부모는 떠나는 자식에게서 국민된 영광을 느낀다. 마을 주민들 역시 진심으로 청년과 가족들을 대한다. 청년은 힘든 훈련을 거치면서 황군 병사로 성장해간다. 영화 내용의 대부분은 청년이 훈련소에서 겪는 일로 구성된다. 훈련을 마친 한국인 병사들이 전장으로 출정하는 장면으로 끝맺는다.

## 출연

### 주연
- 이금룡
- 전옥
- 김일해
- 김한

## 기타
- 조명: 김성춘
- 감독과 배우는 한국인이나, 각본을 비롯하여 제작진으로 일본인이 대거 참여하였다. 한국인 배우들도 일본어 대사로 연기했다.
- 훈련병들이 훈련소에서 위문공연을 감상하는 장면에서는 제작진이 동원한 한중일의 유명 연예인들이 총출동했다.[2] 한국인 가수 마금희, 일본인 가수 히라마 분주, 한국인 바이올린 연주자 계정식, 한국인 무용수 조택원, 중국에서 활동한 일본인 가수 이향란이 차례로 등장한다.

## 참고자료
- 강성률 (2008년 5월 20일). “파시즘의 흔적, 현재 우리의 모습”. 컬처뉴스.